# Kirby's Pinball Land
Kirby's Pinball Land, conocido en Japón como Kirby no Pinball (カービィのピンボール  Kābī no Pinbōru?), es un videojuego de la videoconsola portátil Game Boy desarrollado por HAL Laboratory. Fue el tercer juego de la serie de Kirby.

## Jugabilidad
El juego es muy similar a los juegos de Pinball. Kirby es la pelota, que tiene el mismo propósito que las de Pinball. Hay 3 tableros, todos conteniendo diferentes enemigos, jefes, obstáculos y minijuegos. Al golpear a los enemigos ganas puntos, y al derrotar a todos los jefes, tienes acceso a la batalla contra el Rey Dedede, el jefe final. Empiezas con 3 vidas pero existen objetos para prevenir que caigas, y también se pueden ganar de otras formas.
Los jefes son Whispy Woods, Poppy Bros Sr. y Kracko.

## Mini-juegos
Cada tablero tiene diferentes minijuegos, que pueden ser accedidos desde el segundo piso del tablero.
El tablero de Whispy Woods contiene un minijuego estilo Breakout, donde se usan los flippers para romper los bloques y derrotar enemigos.
El tablero de Poppy Bros. contiene un minijuego de fútbol, donde hay dos Kirbys con formas de pelota en vez de uno.
El tablero de Kracko contiene un minijuego de comer,donde usando los flippers, tienes que guiar a Kirby hacia la comida.

## Secretos
Si el jugador gana suficientes puntos al vencer al jefe en el último piso, personajes extra aparecerán, dando puntos a Kirby si los toca. Estos son: Caballero Hacha (Tablero de Whispy Woods), Meta Knight (Tablero de Kracko) y Caballero Sable (Tablero de Poppy Bros)